# Prysna 2
Prysna 2 (biał. Прысна 2; ros. Присно 2) – wieś na Białorusi, w obwodzie mohylewskim, w rejonie mohylewskim, w sielsowiecie Paszkawa, w pobliżu Mohylewa.